# José Canalejas

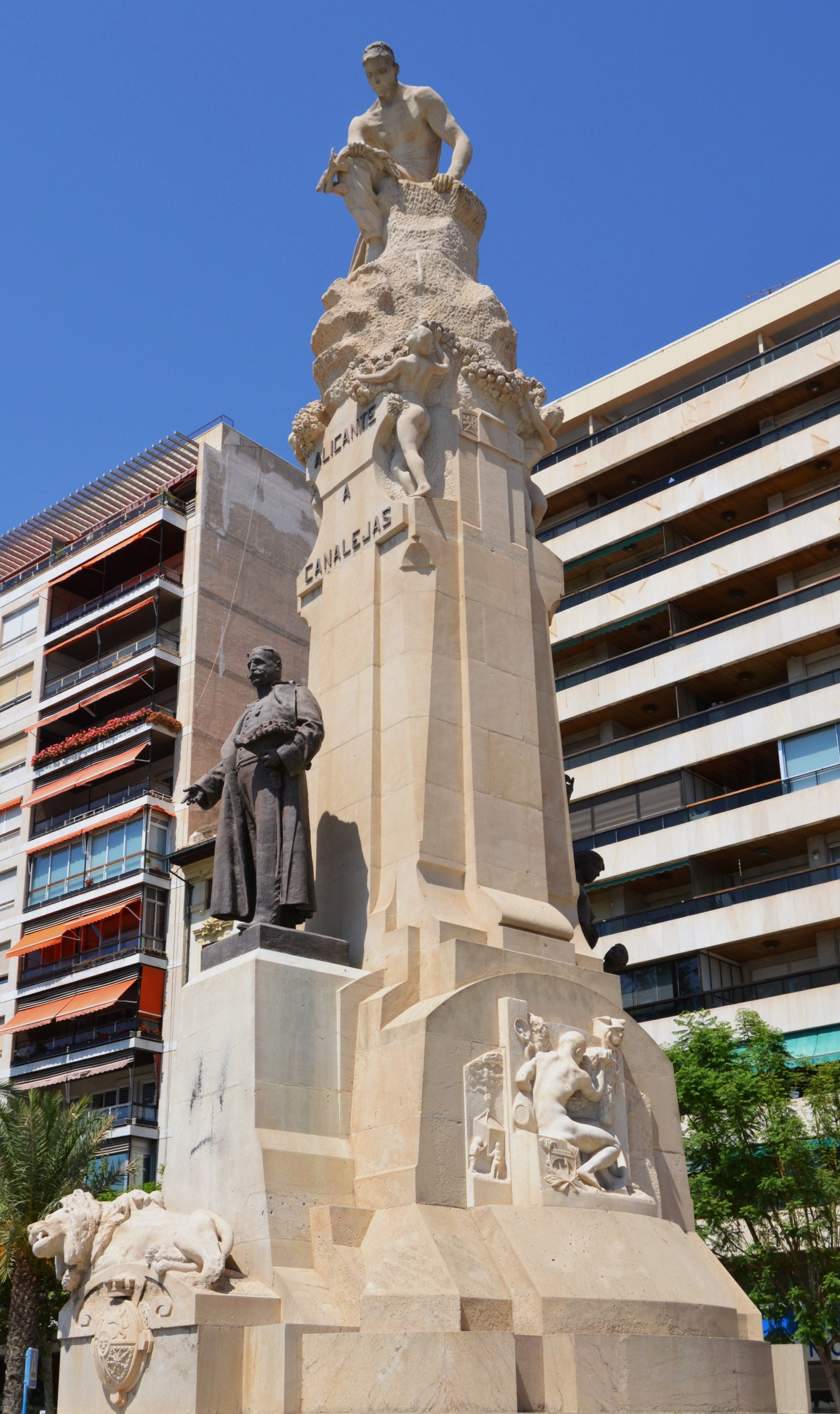
Canalejas emlékműve Alicantéban

José Canalejas y Méndez (Ferrol, 1854. július 31. – Madrid, 1912. november 12.) spanyol államférfi, a spanyol demokratapárt vezére.

## Életpályája
Eredeti foglalkozása tanár volt; 1881-ben képviselnek választották. Amikor a liberális párt került kormányra, Canalejast 1889-ben igazságügyi miniszterré nevezték ki a Sagasta-kabinetben, amely azonban 1890-ben megbukott. Amikor 1901-ben ismét Sagasta alakított kormányt, Canalejas a közmunka ügyi tárcát vette át. Rövidesen újra a konzervatívok kerültek uralomra. 1906-ban Canalejast a kamara elnökévé választották. A Moret-kabinet bukása után 1910. február 9-én a király Canalejast bízta meg a kormányalakítással; a liberális egyházpolitikai törvények és rendeletek végrehajtása mellett megfékezte a barcelonai munkászendülést és erélyesen igyekezett elfojtani az elharapózó köztársasági mozgalmakat.

## Emlékezete
Madridban és Alicantéban emlékművet állítottak a tiszteletére.